# مسجد ومدرسة الحاج قنبر علي خان
مسجد ومدرسة الحاج قنبر علي خان هو مسجد ومدرسة تاريخي يعود إلى عصر القاجاريون، ويقع في طهران.